# 외환신용카드
외환신용카드주식회사는 대한민국의 카드사였다. 2004년 2월 28일 지배주주인 (주)한국외환은행에 피흡수합병되었으며, 2004년 3월 2일에 폐업하였다.

## 연혁
- 1978년 1월 VISA International 정회원 가입
- 1978년 4월 VISA카드 발급 개시
- 1986년 9월 올림픽 공식카드 지정
- 1988년 5월 (주)환은신용카드 창립
- 1990년 5월 CVV(Card Verification Value) 도입
- 1992년 1월 (주)외환신용카드로 사명 변경
- 1993년 3월 MASTER카드 발급 개시
- 1995년 7월 업계 최초 포인트제도 실시
- 1997년 12월 VISA상용카드 발급 개시
- 1999년 1월 외환카드(주)와 외환할부금융(주) 합병
- 2001년 12월 증권거래소 상장
- 2002년 6월 개인신용회복지원프로그램 실시
- 2004년 2월 한국외환은행과 합병
- 2012년 3월 하나SK카드와 가맹점 통합